# Viola chamaedrys
Viola chamaedrys là một loài thực vật có hoa trong họ Hoa tím. Loài này được Leybold miêu tả khoa học đầu tiên.